# Ratowo (gmina)
Ratowo (od 1973 Radzanów) – dawna gmina wiejska istniejąca do 1954 roku w woj. warszawskim. Nazwa gminy pochodzi od wsi Ratowo, lecz siedzibą władz gminy był Radzanów.
Za Królestwa Polskiego gmina należała do powiatu mławskiego w guberni płockiej. 13 stycznia 1870 do gminy przyłączono pozbawiony praw miejskich Radzanów.
W okresie międzywojennym gmina Ratowo należała do powiatu mławskiego w woj. warszawskim. Po wojnie gmina zachowała przynależność administracyjną. Według stanu z 1 lipca 1952 roku gmina składała się z 12 gromad.
Gminę zniesiono 29 września 1954 roku wraz z reformą wprowadzającą gromady w miejsce gmin. Jednostki nie przywrócono 1 stycznia 1973 roku po reaktywowaniu gmin, utworzono natomiast jej terytorialny odpowiednik, gminę Radzanów.